# Động cơ bước
Động cơ bước (tiếng Anh: stepper motor, step motor, hoặc stepping motor) là một loại động cơ điện có nguyên lý và ứng dụng khác biệt với đa số các động cơ điện thông thường. Chúng thực chất là một động cơ đồng bộ dùng để biến đổi các tín hiệu điều khiển dưới dạng các xung điện rời rạc kế tiếp nhau thành các chuyển động góc quay hoặc các chuyển động của rôto có khả năng cố định rôto vào các vị trí cần thiết.
Về cấu tạo, động cơ bước có thể được coi là tổng hợp của hai loại động cơ: Động cơ một chiều không tiếp xúc và động cơ đồng bộ giảm tốc công suất nhỏ.

## Hoạt động
Động cơ bước không quay theo cơ chế thông thường, chúng quay theo từng bước nên có độ chính xác rất cao về mặt điều khiển học. Chúng làm việc nhờ các bộ chuyển mạch điện tử đưa các tín hiệu điều khiển vào stato theo thứ tự và một tần số nhất định. Tổng số góc quay của rôto tương ứng với số lần chuyển mạch, cũng như chiều quay và tốc độ quay của rôto phụ thuộc vào thứ tự chuyển đổi và tần số chuyển đổi.

## Ứng dụng
Trong điều khiển chuyển động kỹ thuật số, động cơ bước là một cơ cấu chấp hành đặc biệt hữu hiệu bởi nó có thể thực hiện trung thành các lệnh đưa ra dưới dạng số.
Động cơ bước được ứng dụng nhiều trong ngành Tự động hoá, chúng được ứng dụng trong các thiết bị cần điều khiển chính xác. Ví dụ: Điều khiển robot, điều khiển tiêu cự trong các hệ quang học, điều khiển định vị trong các hệ quan trắc, điểu khiển bắt, bám mục tiêu trong các khí tài quan sát, điều khiển lập trình trong các thiết bị gia công cắt gọt, điều khiển các cơ cấu lái phương và chiều trong máy bay...
Trong công nghệ máy tính, động cơ bước được sử dụng cho các loại ổ đĩa cứng, ổ đĩa mềm, máy in...